# 山田卓介
山田 卓介（やまだ たくすけ、1852年6月29日（嘉永5年5月12日）- 1937年（昭和12年）2月5日）は、明治から昭和初期の政治家。貴族院多額納税者議員、福井県会議長。幼名・伝蔵。

## 経歴
越前国足羽郡福井城下江戸下町（現福井県福井市）で、福井藩士・山田吉左衛門の長男として生まれる。藩校・明新館で学び、1869年（明治2年2月）に家督を相続し20石4人扶持を受けて軍務に従事した。
1875年（明治8年）8月、敦賀県御雇となり出納課に配属。1878年（明治11年）石川県警部に任じられ1880年（明治13年）まで在任。1885年（明治18年）10月、足羽郡佐久良中町外十七ヶ村戸長に就任し、1886年（明治19年）6月、大野郡長に転じた。穴馬道の改修のため西本願寺21世法主・明如（大谷光尊）の巡錫を実現して工事の竣工に寄与した。1888年（明治21年）郡長を辞任し、1890年（明治23年）3月、福井県会議員に選出され3期在任した。この間、吉田郡会議員、福井市参事会員、県会議長、福井県農工銀行設立委員などを務めた。
1892年（明治25年）5月、貴族院多額納税者議員山田穣が死去し、その補欠選挙で福井県多額納税者として互選され、1893年（明治26年）6月28日、貴族院多額納税者議員に任じられた。山田自身には資産がなく多額納税者の資格はなかったが、大橋松二郎、牧野逸馬らの協力で他の大地主の田畑を一時的に山田の名義に移すことで多額納税者の資格を得ることができた。1897年（明治30年）の貴族院議員選挙でも再選され、同年9月29日から1904年（明治37年）9月28日まで務め、多額納税者議員に連続2期在任した。
また、京都電燈福井支社の設立に尽力し、1897年（明治30年）1月に同社監査役に就任した。